# Pseudione pontocari
Pseudione pontocari là một loài chân đều trong họ Bopyridae. Loài này được Page miêu tả khoa học năm 1985.